# Ashikaga Yoshinori
Ashikaga Yoshinori (足利 義教?; 12 luglio 1394 – 12 luglio 1441) è stato un militare giapponese.
Figlio di Ashikaga Yoshimitsu, fu il sesto shōgun dello shogunato Ashikaga.
Dopo la morte del precedente shōgun Yoshikazu, suo padre, lo shōgun claustrale Yoshimochi, fratello di Yoshinori, non si decise a nominare un successore, così per quattro anni non ci fu uno shōgun, e il potere fu amministrato in via non ufficiale da Yoshimochi. L'anno successivo alla morte di Yoshimochi nel 1428, Yoshinori decise di risolvere la contesa sulla successione con la forza, schierando il suo esercito davanti al tempio di Iwashimizu e costringendo la famiglia a concedergli titolo di Seii Taishōgun.
Nel tempo Yoshinori dovette affrontare le prime difficili rivolte contro lo shogunato Ashikaga; nel 1438 soffocò la rivolta di Eikyo sconfiggendo Ashikaga Mochiuji, appartenente a un altro ramo della famiglia e che occupava la posizione di Kanrei del Kantō.
Come molti suoi predecessori, praticò lo shudō, prendendo come suo protetto (wakashu) Akamatsu Sadamura. Yoshinori fu assassinato nel 1441, nel giorno del suo quarantasettesimo compleanno, da Akamatsu Mitsusuke durante la ribellione di Kakitsu. Secondo alcuni autori la ragione della rivolta sarebbe stata il tentativo dello shōgun di confiscare le terre di Mitsusuke per donarle a Sadamura.
Gli succedette suo figlio Yoshikatsu, che però aveva solo 8 anni, segnando l'inizio di un periodo di estrema debolezza dello shogunato.